# لوسيرو ألفاريز
لوسيرو ألفاريز (بالإسبانية: Lucero Álvarez)‏ هو لاعب كرة قدم أوروغواياني في مركز حراسة المرمى، ولد في 24 فبراير 1985 في سان خوسيه دي مايو ‏ في الأوروغواي. لعب مع فيليز سارسفيلد.

## وصلات خارجية
- لوسيرو ألفاريز على موقع قاعدة بيانات كرة القدم.إي يو (الإنجليزية)
- لوسيرو ألفاريز على موقع Soccerway.com (الإنجليزية)